# Międzylesie
Uppslagsordet "Mittelwalde" omdirigeras hit. Ej att förväxla med staden Mittenwalde söder om Berlin.
Międzylesie, tyska: Mittelwalde, tjeckiska: Mezilesí, är en stad i sydvästra Polen, tillhörande distriktet Powiat kłodzki i Nedre Schlesiens vojvodskap. Tätorten hade 2 707 invånare i juni 2014 och utgör centralort i en stads- och landskommun med totalt 7 461 invånare samma år.

## Geografi
Staden ligger vid floden Nysa Kłodzka, 32 kilometer söder om distriktets huvudort Kłodzko och 7 kilometer norr om den polsk-tjeckiska gränsövergången vid Boboszów/Horní Lipka.

## Kända invånare
- Edwin Dutton (1890–1970), tysk-brittisk fotbollsspelare.
- Paul Elsner (1865–1933), kompositör.
- Krystyna Gabryjelska (född 1941), filolog.
- Paul Heimann (1901–1967), pedagog.
- Otto Kalina (1893-1982), målare och grafiker.
- Jerzy Klempel (1953–2010), handbollsspelare.
- Krzysztof Kralka (född 1960), saxofonist.
- Maria Maj (född 1948), skådespelare.